# Jarilla
Jarilla ist ein Ort und eine Gemeinde (municipio) mit 139 Einwohnern (Stand: 2024) im Norden der Provinz Cáceres in der Autonomen Region Extremadura im Westen Spaniens. Der Ort befand sich an der antiken Handelsstraße Via de la Plata, einer von Süden (Sevilla, Mérida, Cáceres) kommenden und bei León oder Astorga in die Hauptstrecke einmündenden Nebenstrecke des Jakobswegs.

## Lage
Der Ort Jarilla liegt an einem kleinen Bach (garganta) ca. 21 km (Fahrtstrecke) nordöstlich der Stadt Plasencia in einer Höhe von ca. 465 bis 495 m. Das imposant gelegene Städtchen Hervás ist nur gut 20 km in nordöstlicher Richtung entfernt. Das Klima ist gemäßigt bis warm; Regen (ca. 470 mm/Jahr) fällt hauptsächlich im Winterhalbjahr.

## Bevölkerungsentwicklung
| Jahr      | 1857 | 1900 | 1950 | 2000 | 2017 |
| Einwohner | 454  | 645  | 616  | 190  | 140  |

Der deutliche Bevölkerungsrückgang seit den 1950er Jahren ist im Wesentlichen auf die Mechanisierung der Landwirtschaft sowie die Aufgabe bäuerlicher Kleinbetriebe und den damit einhergehenden Verlust von Arbeitsplätzen zurückzuführen.

## Wirtschaft
Die fruchtbaren aber steinigen Böden der Umgebung lieferten die Grundlage für den Anbau von Weizen und anderen Feldfrüchten für die in früheren Zeiten vorwiegend als Selbstversorger lebenden Einwohner. Im Ort selbst ließen sich sukzessive Händler, Handwerker und Dienstleister aller Art nieder, die jedoch in den letzten Jahrzehnten ihr Geschäft zumeist aufgegeben haben.

## Geschichte
Keltische und westgotische Funde wurden so gut wie nicht gemacht; auf dem Gemeindegebiet wurden allerdings die Fundamente eines römischen Tempels entdeckt – ein Heiligtum, welches wohl mit der nahegelegenen Römerstadt Cáparra in Verbindung stand. Die Region wurde im 8. Jahrhundert von den Arabern und ihren maurischen Hilfstruppen überrannt; archäologische Zeugnisse fehlen jedoch. Das Gebiet um Jarilla wurde um das Jahr 1200 von den kastilisch-leonesischen Truppen Alfons’ IX. (reg. 1188–1230) aus den Händen der Mauren zurückerobert (reconquista) und sukzessive von Christen aus dem Norden und von Flüchtlingen aus Al-Andalus wiederbesiedelt (repoblación).

## Sehenswürdigkeiten
- Die aus dem 16. Jahrhundert stammende, später jedoch mehrfach umgebaute Pfarrkirche San Gregorio Magno ist dem Papst und Kirchenvater Gregor dem Großen († 604) geweiht; über dem Portal findet sich die Jahreszahl 1852. Der unverputzte, seitlich freistehende Glockenturm (campanario) könnte auf eine Vorgängerkirche zurückgehen.

Umgebung
- Auf dem Gipfel des etwa drei Kilometer entfernten Cerro de Piedras Labradas wurden die ca. 5,80 m × 4,55 m messenden Fundamente eines römischen Tempels freigelegt.
- Die Ruinen der Römerstadt Cáparra befinden sich etwa zwölf Kilometer westlich.